# NGC 3891
NGC 3891 (другие обозначения — UGC 6772, MCG 5-28-31, ZWG 157.35, PGC 36832) — галактика в созвездии Большая Медведица.
Этот объект входит в число перечисленных в оригинальной редакции «Нового общего каталога».
В галактике вспыхнула сверхновая SN 2006or типа Ia, её пиковая видимая звездная величина составила 16,3.